# Đài Phát thanh - Truyền hình Brunei
Đài Phát thanh Truyền hình Brunei (tiếng Mã Lai: Radio Televisyen Brunei, tên viết tắt là RTB) là đài truyền hình quốc gia của Brunei. Đài phát thanh Brunei phát sóng lần đầu tiên vào ngày 2 tháng 5 năm 1957, với dịch vụ truyền hình bắt đầu từ ngày 1 tháng 3 năm 1975. Đài Truyền hình Brunei cũng độc quyền truyền hình miễn phí trong nước và đài phát thanh cho đến năm 1999, khi đài phát thanh thương mại duy nhất của đất nước, Kristal FM được thành lập. Logo được dựa trên biểu tượng quốc gia của Brunei. 

## Lịch sử hình thành
Đài phát thanh Brunei được chính thức khai trương vào ngày 2 tháng 5 năm 1957 với Thông điệp Hari Raya từ Hoàng thượng Al-Marhum DYMM Hoàng thượng Maulana Al-Sultan Sir Young Omar Ali Saifuddien III.
Đài Phát thanh Truyền hình Brunei đã ra mắt dịch vụ truyền hình thí điểm đầu tiên vào ngày 1 tháng 2 năm 1975 với việc truyền thử nghiệm Kênh 5 bắt đầu thử nghiệm các chương trình phát sóng. Các dịch vụ truyền hình chính thức thường xuyên bắt đầu vào ngày 1 tháng 3 năm 1975 từ Quận Brunei-Muara. RTB1 được chính thức khai trương bởi Quốc vương Brunei, Hassanal Bolkiah vào ngày 9 tháng 7 năm 1975. Chỉ có ba nhân viên trong phòng thu RTB và bốn người tham dự máy phát.

## TV
RTB phát ba kênh truyền hình:
RTB PER Tiếng Anh từ các quốc gia Anglophone, K-drama hoặc J-drama và ở mức độ thấp hơn, lakorns Thái.
RTB Aneka - Kênh thứ hai 14 giờ của Đài Truyền hình Brunei phát sóng các chương trình giải trí.
RTB Sukmaindera - Kênh truyền hình vệ tinh quốc tế 24 giờ phát sóng tất cả các chương trình RTB cả trong nước và quốc tế.
Lưu ý: Các kênh này có nội dung tin tức. Tuy nhiên, các bản tin của bộ phận tin tức chủ yếu được phát sóng trên RTB Perdana. Một số kênh có xu hướng mô phỏng các chương trình của bộ phận tin tức bao gồm RTB Sukmaindera, trong khi RTB Aneka phát lại một số chương trình tin tức của bộ phận.

## Radio
Ngoài truyền hình, Đài Truyền hình Brunei điều hành 5 mạng vô tuyến. Để đánh dấu kỷ niệm 50 năm phát sóng Radio vào ngày 2 tháng 5 năm 2007, các mạng vô tuyến đã đổi tên thành "phù hợp với thời đại", đây là tên 'mới' của các dịch vụ radio:
Nasional FM (92.3FM / 93.8FM / 594AM) - Thông tin của chính phủ về các vấn đề chính trị, tôn giáo, tin tức và các vấn đề thời sự, thông tin và văn hóa. Bắt đầu phát sóng vào ngày 2 tháng 5 năm 1957 khi Đài phát thanh Brunei ban đầu được gọi là dịch vụ ngôn ngữ Malay.
Pilihan FM (95.9FM / 96.9FM) - Phát sóng bằng tiếng Anh cho công chúng nói chung và tiếng Quan thoại cho người dân tộc thiểu số Trung Quốc Brunei, bao gồm thông tin địa phương về các vấn đề hiện tại, cũng như âm nhạc đương đại. Các chương trình được ghi lại trước cho cộng đồng người Hoa nói tiếng Quảng Đông nhỏ cũng được phát trên kênh này hàng ngày. Bắt đầu phát sóng vào năm 1963.
Pelangi FM (91.4FM / 91.0FM) - Dành cho thanh thiếu niên và thanh thiếu niên, với thông tin về các vấn đề giáo dục và tôn giáo, cũng như âm nhạc và giải trí. Bắt đầu phát sóng vào năm 1965. Pelangi FM luôn được coi là không. 1 đài phát thanh ở Brunei.
Harmoni FM (94.1FM) - Lập trình gia đình, với tôn giáo, phủ sóng thể thao địa phương và âm nhạc. Bắt đầu phát sóng vào ngày 15 tháng 7 năm 1970.
Nur Islam Network (93.3FM / 94.9FM) - Hoàn toàn dành cho những lời dạy về đạo Hồi. Bắt đầu phát sóng vào năm 1984.